# Abutilon subviscosum
Abutilon subviscosum är en malvaväxtart som beskrevs av George Bentham. Abutilon subviscosum ingår i släktet klockmalvor, och familjen malvaväxter. Inga underarter finns listade i Catalogue of Life.